# Alcatraz Kraftværk
Alcatraz Kraftværk er et forsyningshus på den nordvestlige kyst af Alcatraz Island, der ligger to kilometer ud for San Franciscos kyst. Værket blev bygget i 1939 som en del af en moderniseringsplan til 1,1 millioner dollars, som også indbefattede vandtårnet, New Industries Building, officersindkvarteringen og en renovering af fængslets D-blok. Det hvide 
kraftværks skorsten og fyrtårnet siges at give et "indtryk af to skibsmaster fra begge sider af øen". "En advarsel. Ingen adgang. Kun regeringsfolk har adgang inden for 200 yards" stod der på et skilt foran kraftværket for at at afskrække folk fra at lande på øen på det sted.
Mellem 1939 og 1963 leverede værket strøm til fængslet og de andre bygninger på øen. Kraftværket havde et tårn, som blev bevogtet med en "30-kaliber Winchester riffel med 50 patroner ammunition, en Colt .45 halvautomatisk pistol med tre pakker ammunition med syv patroner, tre gasgranater samt en gasmaske".